# 1a Brigada Mixta (Exèrcit Popular de la República)
La 1a Brigada Mixta, també anomenada Brigada Líster, va ser una unitat de l'Exèrcit Popular de la República creada durant la Guerra Civil Espanyola. Va ser la primera de les unitats que es va crear seguint el sistema de les Brigades Mixtes, i va participar en les principals batalles que van tenir lloc durant la contesa.

## Historial
Va ser creada l'octubre de 1936, en el context de la reorganització general que van sofrir les milícies i columnes republicanes de la zona centre. Els seus orígens es trobaven en les forces que formaven el Cinquè Regiment, que el mes d'octubre van formar < Alcalá de Henares la primera Brigada Mixta. Va restar al comandament del comandant comunista Enrique Líster.

### Front del Centre
La nova unitat va tenir el seu baptisme de foc durant la batalla de Seseña, el 30 d'octubre, quan va donar suport a un contraatac dels tancs soviètics contra les Forces revoltades. Al començament de la batalla de Madrid es trobava desplegada a Vallecas, on va detenir els atacs de l'Exèrcit d'Àfrica contra la capital. Va continuar operant en la defensa de la capital des de la riba esquerra del riu Manzanares. En aquells dies la grandària de la brigada havia augmentat a 8 batallons, per la qual cosa es va desdoblegar en una nova "1a Brigada Bis" (més tard reconstituïda com 9a Brigada Mixta). El 7 de gener de 1937 estava situada al Pont de Vallecas i va rebre l'ordre de contraatacar a la Casa de Campo en direcció a Aravaca. El dia 19 va atacar el Cerro de los Ángeles i encara que va ocupar algunes posicions enemigues, el contraatac finalment va fracassar.
El 3 de febrer va atacar les posicions revoltades Villaverde Bajo, però va tornar a la capital per a intervenir en la batalla del Jarama. El dia 8 es trobava combatent prop de Vaciamadrid i el 19 va passar a l'atac del Pingarrón, les trinxeres del qual va ocupar fins a quatre ocasions, sent finalment rebutjada en tots els assalts. Durant els combats un important nombre d'oficials (inclosos tots els caps de batalló) i soldats van ser morts, per la qual cosa la Brigada va haver de reconstituir-se en la rereguarda. El març de 1937 va tenir una destacada intervenció en la batalla de Guadalajara. Durant el mes d'abril va participar novament en un fallit atac sobre el Cerro de los Ángeles, i al maig va participar en una petita ofensiva al sud de Toledo.
Al juny va cedir un dels seus batallons, manat pel major Luis Rivas Amat, que serviria de base per a la creació de la 100a Brigada Mixta.

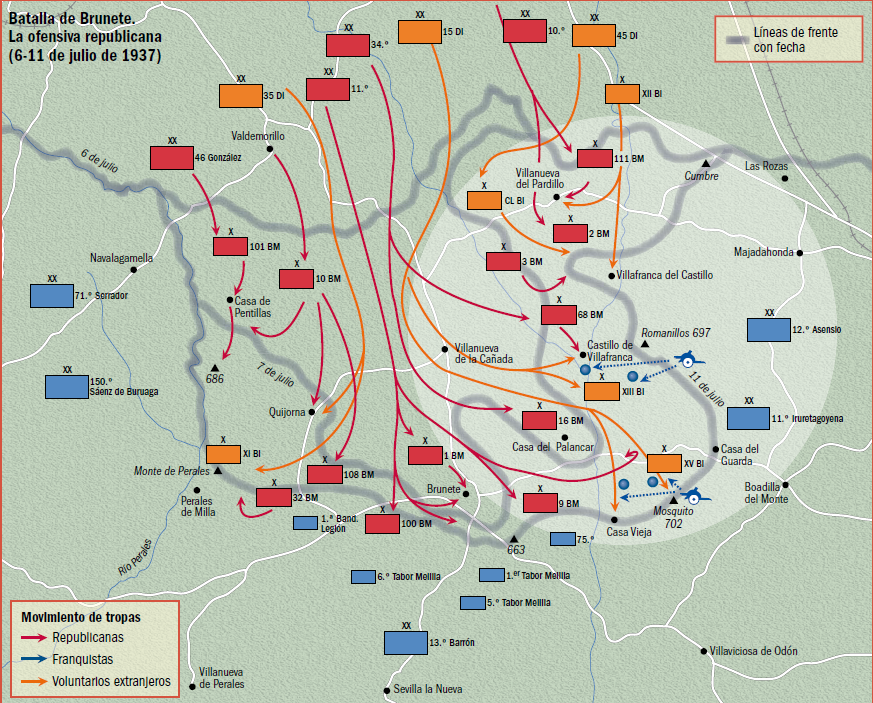
Mapa de l'atac republicà en el sector de Brunete. 6 a 11 de juliol de 1937.

A l'estiu es va preparar per a participar en una important ofensiva en el Front del centre, prop de Madrid. El 5 de juliol, en una acció nocturna, la Brigada es va infiltrar a través de les línies franquistes i es va situar als afores de Brunete. Dos dies més tard va ocupar Villanueva de la Cañada i va continuar pressionant. No obstant això, a la fi de juliol degué retirar-se al costat de la resta de l'11a divisió, encara que va conservar alguns guanys. En la batalla de Brunete va morir el comandant de la Brigada, el cubà Alberto Sánchez i també un elevat nombre d'oficials, entre ells el cap d'Estat Major Emilio Conejo.

### Front d'Aragó
Després d'un període de descans, la brigada es trasllada a Aragó al costat de la resta del V Cos d'Exèrcit i el 24 d'agost va participar en l'Ofensiva de Saragossa atacant el sector de Fuentes de Ebro, sense poder progressar. En els combats van morir el cap del Batalló "José Díaz" i també el seu comissari.
Al desembre va ser destinada per a participar en l'Ofensiva de Terol. Repetint la maniobra de Brunete, es va infiltrar en les línies enemigues seguint a les Brigades Mixtes 9a i 100a amb la missió d'ocupar Concud i tallar la rereguarda franquista. Però la brigada es va desorientar, i en comptes d'embolicar aquesta localitat, la va atacar de front, sent immediatament rebutjada. No obstant això, al capvespre d'aquell dia havia aconseguit ocupar la població. Després de la conquesta de Terol, la brigada es va retirar a la rereguarda al costat de la resta de l'11a Divisió per a reposar forces després del desgast sofert.
En la primavera de 1938 va intervenir en la Campanya d'Aragó, encara que en aquesta ocasió la seva intervenció no va ser tan bona com en altres batalles: Encara que va intentar detenir l'avanç enemic en el sector que anava des de Calanda fins a l'encreuament de carreteres de Valdealgorfa, l'enfonsament de tot el front la va obligar a retirar-se.

### Batalles a Catalunya
A l'abril la unitat havia quedat atrapada a Catalunya al costat de la resta de forces republicanes, encara que no va quedar aïllada de la seva divisió. Al maig va ser destinada com a reserva estratègica per a la fallida ofensiva de Balaguer, sense arribar a intervenir. Per a llavors els comandaments de la brigada havien estat reorganitzats, i la unitat reequipada.
El 25 de juliol va travessar el riu Ebre, intervenint en la Batalla que s'anava a prolongar durant els gairebé quatre mesos següents. Després de conquistar Móra d'Ebre, va arribar fins a la línia defensiva de Serra de Pàndols i més tard al Barranc de Santa Magdalena. No obstant això, el 15 d'agost va perdre aquesta posició i es va retirar novament a Pàndols, on es va mantenir afermada fins al final de la batalla. A principis de novembre es trobava novament en la riba dreta de l'Ebre, trobant-se molt infringida en efectius i equip. El comandament de la unitat va tornar a canviar, passant al major de milícies José Montalvo.
Quan el 23 de desembre va començar l'ofensiva franquista sobre Catalunya, la 1a BM estava situada a les Garrigues esperant ser reorganitzada, però va ser enviada al capdavant del Segre per a tractar de tapar la bretxa en les línies republicanes. Durant algun temps va aconseguir detenir l'ofensiva del CTV italià prop de les Borges Blanques, però al començament de gener de 1939 va haver de retirar-se cap al nord. El 3 de febrer es trobava a Girona, i el dia 5 encara va resistir a la vora del riu Ter, però al capvespre del 9 de febrer va travessar la frontera francesa pel pas de Portbou, i va quedar dissolta.

## Comandaments
Comandants en Cap
- Major de milícies Enrique Líster;
- Comandant d'infanteria Manuel López Iglesias;
- Major de milícies Alberto Sánchez;
- Major de milícies Francisco del Cacho Villarroig;
- Comandant d'infanteria Dionisio Hortelano Hortelano;
- Major de milícies Eduardo Zamora Conde;
- Major de milícies José Arévalo;
- Major de milícies José Montalvo;

Comissaris
- Miguel Puente, del PCE;
- Santiago Álvarez Gómez, del PCE;
- José Sevil Sevil, del PCE;
- Ángel Barcia Galeote, del PCE.